# Elizabeth Magie Phillips

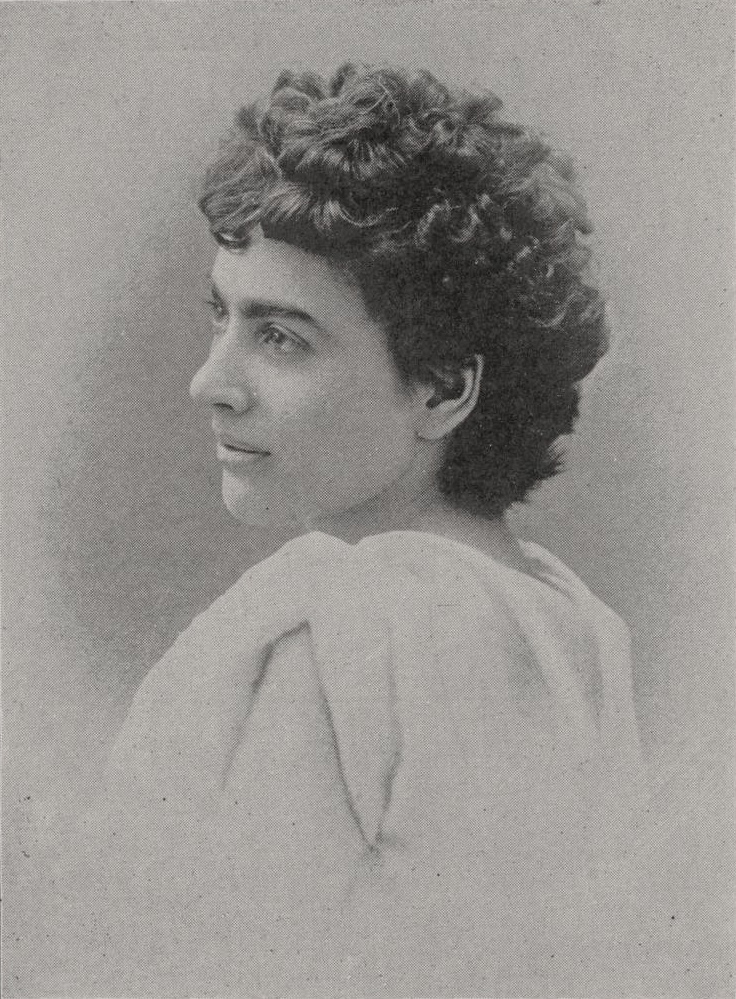
Lizzie Magie, um 1892

Elizabeth „Lizzie“ Magie Phillips (* 9. Mai 1866 in Macomb, Illinois als Elizabeth J. Magie; † 2. März 1948 in Arlington County, Virginia) war eine amerikanische Feministin, Autorin und Spieleerfinderin.
Sie entwickelte das Spiel The Landlord’s Game, welches die Grundlage des heutigen Monopoly-Spiels ist, um die Lehren des zu ihrer Zeit progressiven Ökonomen Henry George zu veranschaulichen. Sie schrieb zudem Kurzgeschichten und Gedichte, war Komödiantin und Theaterschauspielerin sowie Feministin und Ingenieurin.

## Biografie
Elizabeth J. Magie wurde 1866 in Macomb in Illinois als Tochter von Mary Jane (geborene Ritchie) und James K. Magie geboren. Ihr Vater war Zeitungsverleger und Abolitionist und begleitete Abraham Lincoln, als dieser Ende der 1850er Jahre durch Illinois reiste und mit Stephen A. Douglas über Politik debattierte. Nachdem sie Anfang der 1880er Jahre in die Gegend von Washington D.C. und Maryland gezogen war, arbeitete sie als Stenografin und Schreibkraft in einem Dead Letter Office. Im Alter von 26 Jahren erhielt Magie ein Patent für ihre Erfindung, die das Schreiben mit der Schreibmaschine erleichterte, da das Papier leichter durch die Walzen laufen konnte. Zu dieser Zeit wurden weniger als ein Prozent aller Patente Frauen zugesprochen. In den frühen 1900er Jahren arbeitete sie auch für kurze Zeit als Nachrichtenreporterin.

### The Landlord’s Game
Elizabeth J. Magie war eine sogenannte Georgistin, eine Verfechterin der Ideen des Ökonomen Henry George (1839–1897). Um dessen wirtschaftspolitische Gedanken auch „einfachen“ Leuten leichter vermitteln zu können, erfand sie ein Spiel: Am 23. März 1903 ersuchte sie das US-Patentamt um ein Patent für ihr als „Vermieterspiel“ gedachtes Brettspiel The Landlord’s Game. Es sollte die Gefahren des monopolistischen Landbesitzes aufzeigen und die dadurch verursachte Verarmung der Landbevölkerung. Ihre Biografin Mary Pilon schrieb: „Ihr erklärtes Ziel war, das Übel der Geldvermehrung auf Kosten anderer zu zeigen.“

„Ich hoffe, dass Männer und Frauen sehr schnell begreifen, dass ihre Armut daher kommt, dass Carnegie und Rockefeller mehr Geld haben, als sie ausgeben können.“

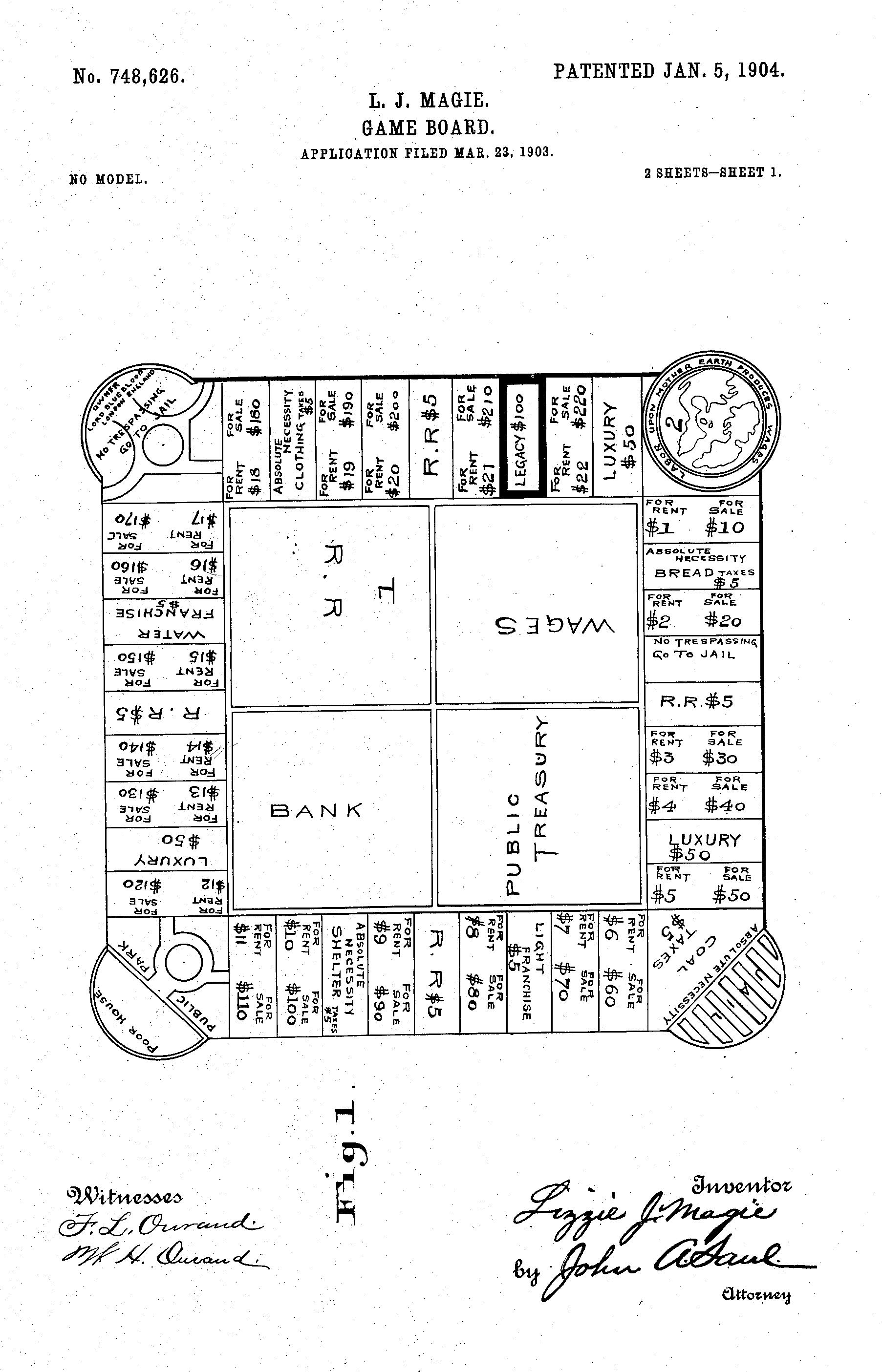
Plan des Landlord's Game

Sie erhielt das U.S. Patent 748626 für ihr Spiel am 5. Januar 1904, allerdings wurde es erst 1910 von der Economic Game Company of New York erstmals produziert und vertrieben. Zuvor hatten sich durch Mundpropaganda viele Studenten und Quäkervereinigungen das Spiel selbst gezeichnet und spielten und verbreiteten es weiter. In England wurde es 1913 von der Newbie Game Company of London unter dem Titel Bre’r Fox and Bre’r Rabbit veröffentlicht (der Name leitet sich von Figuren aus den Büchern von Joel Chandler Harris her).
Am 19. März 1935 kaufte ihr die Parker Brothers das Patent für The Landlord’s Game ab, für 500 Dollar. Dieser Tag wird heute von der Fa. Hasbro als der „Geburtstag des Monopoly-Spiels“ genannt und gefeiert.

### Familie und Tod
Am 27. Oktober 1910, im Alter von 44 Jahren, heiratete sie Albert Wallace Phillips. Sie starb 1948 im Alter von 81 Jahren und wurde zusammen mit ihrem 1937 verstorbenen Ehemann auf dem Columbia Gardens Cemetery in Arlington, Virginia, beigesetzt.

## Ehrungen und Auszeichnungen
2019 wurde eine Fläche der WeiberWirtschaft, auf der rechnerisch keine Bankschuld mehr liegt, nach Magie benannt.